# Make Music TV
Make Music TV war eine Video-on-Demand-Plattform für Konzerte und andere musikbezogene Inhalte im Internet. Das Angebot umfasste mehrere hundert Konzerte sowie Musikdokumentationen, Festivalreportagen und Musikfilme.

## Angebot
Das Unternehmen bot ein Abonnement-Modell (Subscription-Video-on-Demand) an, mit dem alle Inhalte für einen monatlichen Grundpreis von 9,90 Euro zur Verfügung standen. Neben dem Hauptgeschäft verwertete das Unternehmen seinen Lizenzkatalog an musikbezogenen Inhalten auch für TV-Strecken in Kooperation mit privaten Sendern und Pay-TV-Anbietern.

## Geschichte
Das Unternehmen wurde im Jahr 2011 mit einem Investment der Media Ventures GmbH gegründet worden. Zu diesem Zeitpunkt wurde Konzerte als Einzelabruf angeboten. Dabei wurde jedes Konzert einzeln gebucht und stand dem User anschließend für 48 Stunden zur Verfügung. Im November 2013 wurde eine neue Webseite in Betrieb genommen und im gleichen Zug auf das Abo-Modell umgestellt. Neben dem Betrieb der Video-on-Demand-Plattform arbeitete das Unternehmen als Lizenzverwalter seit 2013 auch mit Sky Deutschland zusammen.
Zuletzt waren Media Ventures mit knapp 54 % der Anteile und der Geschäftsführer Christian Morawietz mit den übrigen Anteilen Gesellschafter der Unternehmens. Im Januar 2016 begann die Liquidation der Gesellschaft. Diese wurde Ende März 2017 mit der löschung aus dem Handelsrgister abgeschlossen.

## Marktübersicht
Das Unternehmen bediente als Special-Interest-Portal mit seinem Angebot an Konzerten, Musikdokumentationen und Festivalreportagen vor allem Kunden, die sich für musikbezogene Inhalte interessierten. Es stand hier im nationalen Wettbewerb mit anderen deutschen Video-on-Demand-Plattformen wie der Vivendi-Tochter Watchever, Maxdome aus dem Hause ProSieben/Sat.1 Media und Snap aus dem Sky Konzern. Im internationalen Wettbewerb waren amerikanische Angebote wie Hulu und Netflix.